# راتکو چولیچ
راتکو چولیچ (انگلیسی: Ratko Čolić؛ ۱۷ مارس ۱۹۱۸ – ۳۰ اکتبر ۱۹۹۹) بازیکن فوتبال اهل یوگسلاوی بود.
از باشگاه‌هایی که در آن بازی کرده‌است می‌توان به باشگاه فوتبال پارتیزان اشاره کرد.
وی همچنین در تیم ملی فوتبال یوگسلاوی بازی کرده‌است.
وی در مسابقات کشوری و بین‌المللی در مجموع برندهٔ ۱ مدال نقره شده‌است.